# 内田町 (和泉市)
内田町（うちだちょう）は、大阪府和泉市の中部地域にある町名。

町内には、綿織物業を営んできた久保惣株式会社および久保家が国宝や重要文化財を含む美術品、建物、敷地を市に寄贈したことにより開館した和泉市久保惣記念美術館が所在する。同館は日本や中国の絵画、書、工芸品など、主に東洋古美術を中心とした約12,000点の収蔵品を誇り、和泉市の文化発信拠点となっている。

その他、ひつじ公園では地域住民の交流の場としても機能しており、羊の毛刈りや鯉のぼりを川にかける「鯉流し」、蛍の放流などのイベントが実施されている。また、河川敷の清掃や花壇の管理などの地域貢献活動を通じて、地域社会とのつながりが深められている。

## 地理
和泉市中部地域の中西部に位置し、周囲を唐国町、まなび野、緑ケ丘、松尾寺町、春木町、あゆみ野、および岸和田市（山直中町、稲葉町）と接している。

市内を南北に流れる松尾川が形成する松尾谷の北部にあたる。

### 河川・ため池
- 松尾川
- 東松尾川

## 歴史

### 沿革
かつての内田村は1605年（慶長10年）の和泉国絵図に見られる村名。

明治に入ると和泉郡内田村となり、1889年（明治22年）には和泉郡寺田村・箕形村・唐国村・内田村の合併により北松尾村が発足し、村域を「大字内田」に改称。「大字唐国」に村役場を設置。その後、1896年（明治29年）に郡制の施行により泉北郡に属する。1956年（昭和31年）には和泉町、泉北郡北池田村・南池田村・北松尾村・南松尾村・横山村・南横山村の合併により和泉市が発足し「内田町」に改称。
- 1956年（昭和31年）09月01日 - 1町6村の合併により和泉市が発足。
- 1972年（昭和47年）04月01日 - 緑ケ丘の誕生にともない内田町、浦田町、松尾寺町、万町の各一部を編入[11]。
- 1982年（昭和57年）10月26日 - 和泉市久保惣記念美術館開館。

## 住居表示
住居表示が実施されている街区と実施年月日は以下の通りである。
| 丁目         | 街区   | 実施年月日                 |
| ------------ | ------ | -------------------------- |
| 内田町一丁目 | 1-12番 | 2002年（平成14年）12月09日 |
| 内田町二丁目 | 1-15番 | 2002年（平成14年）12月09日 |
| 内田町三丁目 | 1-15番 | 2002年（平成14年）12月09日 |
| 内田町四丁目 | 1-14番 | 2002年（平成14年）12月09日 |

## 人口統計

### 人口と世帯数
2024年（令和06年）09月末日現在の人口と世帯数は以下の通りである。
| 丁目         | 男      | 女      | 丁目計  | 世帯数    |
| ------------ | ------- | ------- | ------- | --------- |
| 内田町一丁目 | 314人   | 329人   | 643人   | 331世帯   |
| 内田町二丁目 | 575人   | 584人   | 1,159人 | 448世帯   |
| 内田町三丁目 | 637人   | 682人   | 1,319人 | 533世帯   |
| 内田町四丁目 | 295人   | 333人   | 628人   | 259世帯   |
| 計           | 1,821人 | 1,928人 | 3,749人 | 1,571世帯 |

### 年齢別人口
2024年（令和06年）09月末日現在の年齢別人口は以下の通りである。
| 丁目         | 0-14歳 | 15-64歳 | 65歳以上 | 丁目計  |
| ------------ | ------ | ------- | -------- | ------- |
| 内田町一丁目 | 57人   | 447人   | 139人    | 643人   |
| 内田町二丁目 | 220人  | 768人   | 171人    | 1,159人 |
| 内田町三丁目 | 251人  | 881人   | 187人    | 1,319人 |
| 内田町四丁目 | 62人   | 490人   | 76人     | 628人   |
| 計           | 590人  | 2,586人 | 573人    | 3,749人 |

※0-14歳は年少人口、15-64歳は生産年齢人口、65歳以上は老年人口を表す。

### 人口の変遷
国勢調査による人口の推移。
| 年                 | 人口  |
| ------------------ | ----- |
| 1995年（平成07年） | 1,747 |
| 2000年（平成12年） | 2,178 |
| 2005年（平成17年） | 2,964 |
| 2010年（平成22年） | 3,456 |
| 2015年（平成27年） | 3,583 |
| 2020年（令和02年） | 3,703 |

### 世帯数の変遷
国勢調査による世帯数の推移。
| 年                 | 世帯数 |
| ------------------ | ------ |
| 1995年（平成07年） | 565    |
| 2000年（平成12年） | 906    |
| 2005年（平成17年） | 1,210  |
| 2010年（平成22年） | 1,382  |
| 2015年（平成27年） | 1,472  |
| 2020年（令和02年） | 1,569  |

## 小・中学校の通学区域
市立小・中学校の通学区域は以下の通りである。
| 丁目         | 街区          | 小学校               | 中学校             |
| ------------ | ------------- | -------------------- | ------------------ |
| 内田町       | 全域          | 和泉市立北松尾小学校 | 和泉市立石尾中学校 |
| 内田町一丁目 | 全域          | 和泉市立北松尾小学校 | 和泉市立石尾中学校 |
| 内田町二丁目 | 全域          | 和泉市立北松尾小学校 | 和泉市立石尾中学校 |
| 内田町三丁目 | 全域          | 和泉市立北松尾小学校 | 和泉市立石尾中学校 |
| 内田町四丁目 | 1-2番 11-14番 | 和泉市立北松尾小学校 | 和泉市立石尾中学校 |
| 内田町四丁目 | 3-10番        | 和泉市立緑ケ丘小学校 | 和泉市立石尾中学校 |

## 産業事業所数と従業者数
2021年（令和03年）現在の経済センサス調査による事業所数と従業員数は以下の通りである。
| 丁目         | 事業所数 | 従業員数 |
| ------------ | -------- | -------- |
| 内田町       | 1箇所    | 13人     |
| 内田町一丁目 | 26箇所   | 197人    |
| 内田町二丁目 | 34箇所   | 136人    |
| 内田町三丁目 | 36箇所   | 231人    |
| 内田町四丁目 | 15箇所   | 80人     |
| 計           | 112箇所  | 657人    |

## 交通

### 鉄道
- 町内に鉄道路線や鉄道駅はない。

### 路線バス
- 南海バス光明池営業所管内[20]
  - 春木川線
  - 緑ヶ丘団地線
- 停留所
  - 川中道
  - 内田
  - 内田上[注釈 4]
  - 美術館前

### 主な道路
高速自動車国道・一般国道・一般府道
- 大阪府道223号三林岡山線
- 大阪府道226号父鬼和気線

市道
- 松尾寺内田線（和泉市18号線）
- 和泉市道和泉台唐国内田線（和泉市69号線）

## 施設

### 神社・仏閣・祭事
- 高野山真言宗迦樓羅寺 - 内田町1-12-24
  - 和泉八十八ヶ所霊場第八十一番札所
- 高野山真言宗地蔵寺 - 内田町3-4-84
  - 河泉二十四地蔵霊場第十七番札所
  - 和泉八十八ヶ所霊場第八十番札所

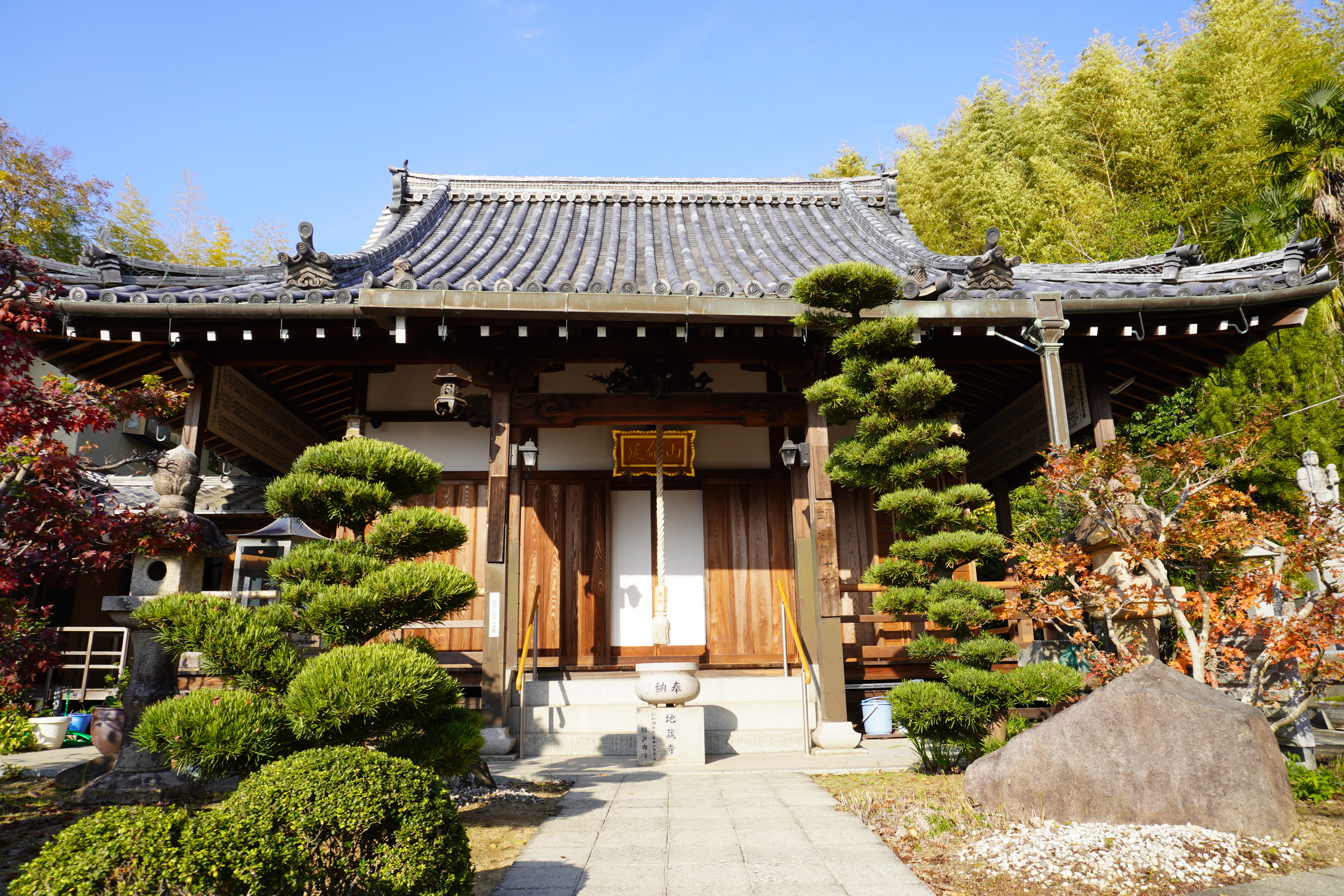
地蔵寺
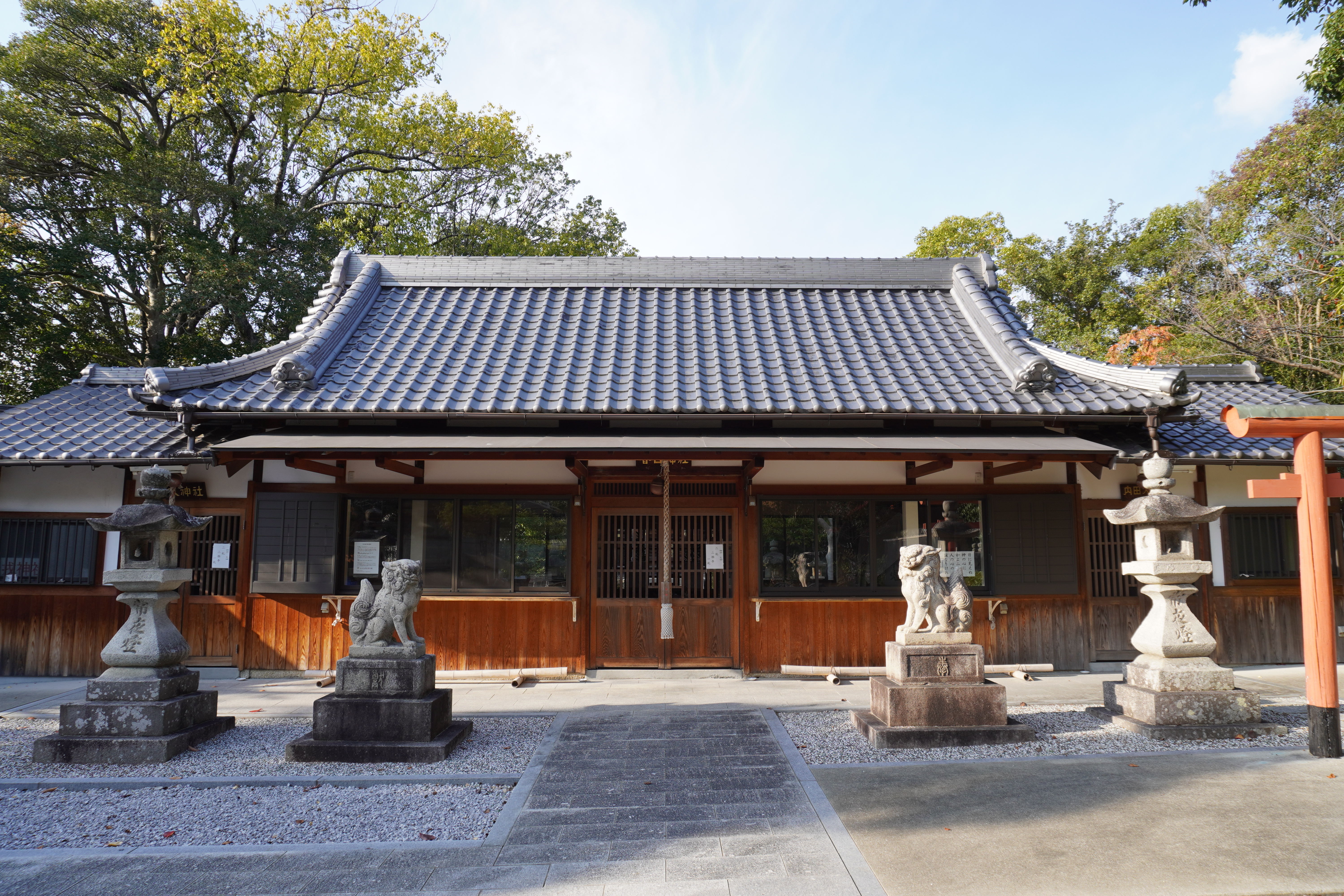
内田春日神社 - 内田町3-1-47
- 内田町地車庫 - 内田町1-7-59

### 美術館・博物館
- 和泉市久保惣記念美術館 - 内田町3-6-12

### 警察・消防・医療機関
- 消防団（第二分団内田班）[21]

### 商業施設
- オークワ和泉中央店 - 内田町1-4-8

### その他
- 内田町町民会館 - 内田町1-12-6
- 和泉内田郵便局 - 内田町2-1-10

## 文化財
→和泉市久保惣記念美術館関連は「和泉市久保惣記念美術館§主な収蔵品」を参照。

### 登録有形文化財（建造物）
- 河野家住宅主屋[23]や土蔵など6件[22][24]。

## 観光スポット

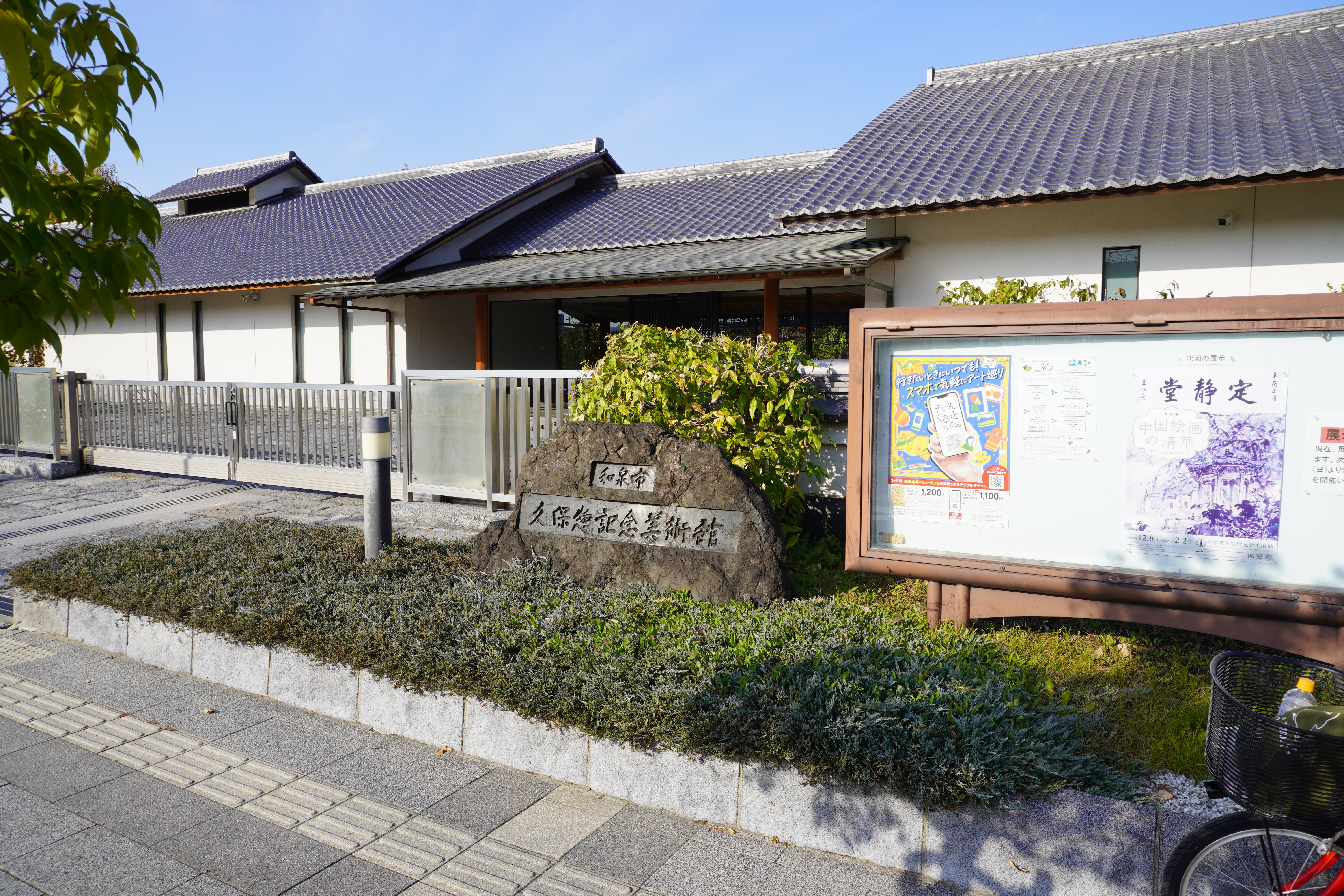
和泉市久保惣記念美術館
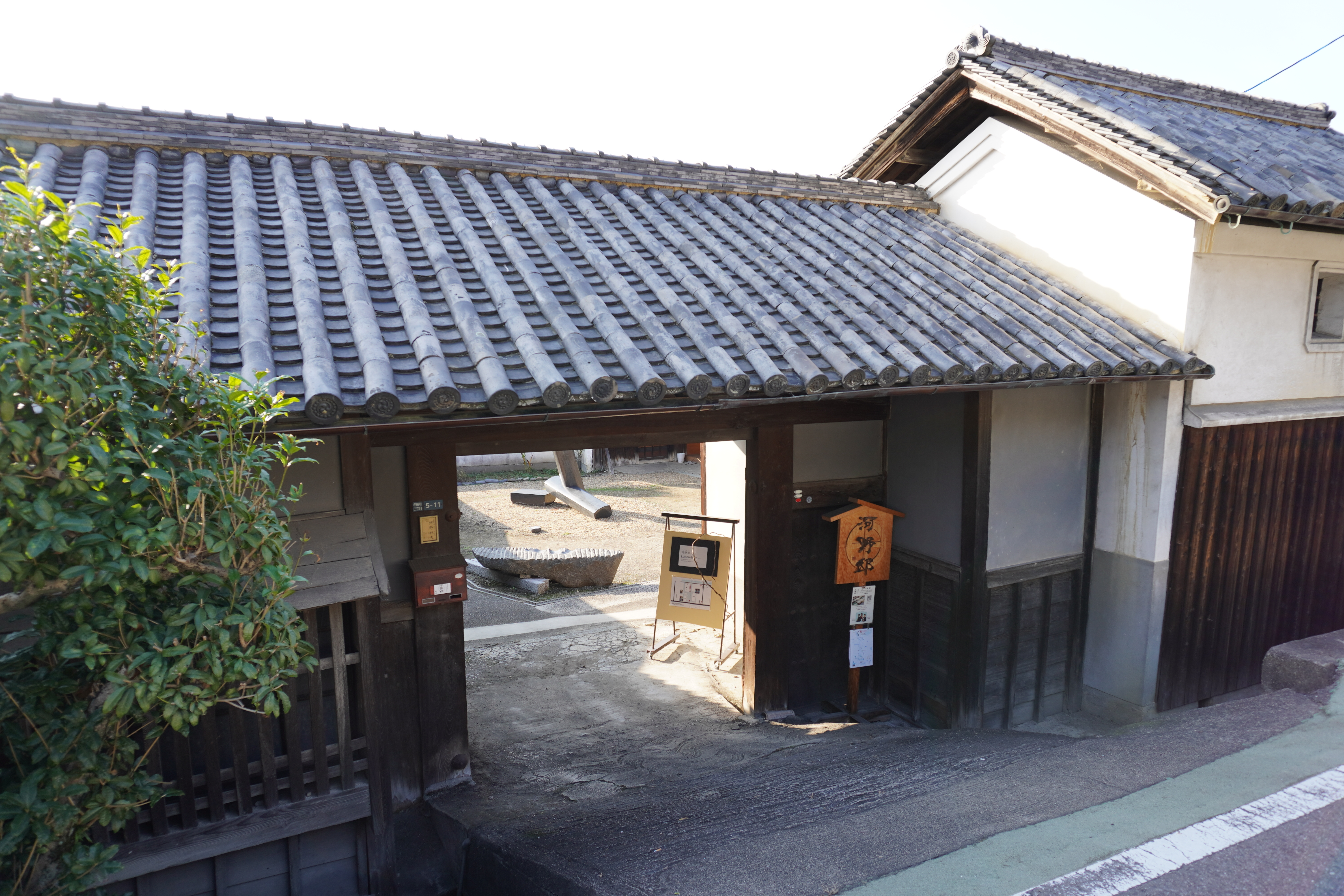
河野邸

国宝をはじめ、ピカソやゴッホといった世界的な巨匠の作品を収蔵する、美術館として高い評価を受ける施設である。その落ち着いた佇まいは訪れる人々に静謐な時間を提供し、充実したコレクションが多くの芸術愛好家を魅了している。また、美術鑑賞の後は、併設されたティールームで敷地内に広がる美しい日本庭園を眺めながら、贅沢なひとときを楽しむことができる。この空間は、芸術と自然の調和を感じられる貴重な体験を提供している。
- 河野邸

古民家をリノベーションして設立されたクリエイター交流拠点施設であり、地域の芸術文化やエコ活動の拠点となっている。施設内の「Laboratoire」では、各種ワークショップや作品展が開催され、訪れる人々が多様なアートや創作活動と触れ合うことができる空間を提供している。また、併設された「Halegina Café（ハレジーナカフェ）」では、和泉市や南大阪地域の食材を活用したメニューが楽しめる。フードロス削減や環境への配慮を重視しながら、地元産の素材を活かしたランチやスイーツを提供し、訪問者に美味しい食体験を提案している。